# Seychellobolus dictyonotus
Seychellobolus dictyonotus är en mångfotingart som först beskrevs av Robert Latzel 1895.  Seychellobolus dictyonotus ingår i släktet Seychellobolus och familjen slitsdubbelfotingar. Utöver nominatformen finns också underarten S. d. mauritianus.